# Marcha de Oriamendi
Die Marcha de Oriamendi („Marsch von Oriamendi“) ist die Hymne der carlistischen Bewegung in Spanien. Das Lied ist nach einer Schlacht des Ersten Carlistenkriegs benannt, welche am 16. März 1837 bei einem gleichnamigen Berg in der Nähe von San Sebastián stattfand und mit einem Sieg der absolutistischen Carlisten über die liberalen Cristinos endete. Nach der Legende sollten die Carlisten hierbei in das cristinische Lager eingedrungen sein und als Kriegsbeute neben Waffen und Uniformen auch die Partitur des von einem englischen Musiker komponierten Militärmarschs davongetragen haben, mit welchem der Sieg der Cristinos gefeiert werden sollte.
Die Worte des Textes, der schließlich zur carlistischen Hymne wurde, stammen von Ignazio Balleztena, die Melodie von S. Cervantes.
| Por Dios, por la patria y el Rey Lucharon nuestros padres. Por Dios, por la patria y el Rey Lucharemos nosotros también. Lucharemos todos juntos Todos juntos en unión Defendiendo la bandera De la Santa Tradición.(bis) Cueste lo que cueste Se ha de conseguir Venga el rey de España A la corte de Madrid. (bis) Por Dios, por la patria y el Rey Lucharon nuestros padres. Por Dios, por la patria y el Rey Lucharemos nosotros también. | Für Gott, das Vaterland und den König Haben unsere Väter gekämpft, Für Gott, das Vaterland und den König Kämpfen auch wir. Wir kämpfen alle vereint, Alle vereint und in Einigkeit In der Verteidigung des Banners Der heiligen Tradition. (wiederholen) Koste es, was es wolle, Wir müssen es erreichen - Es komme der König von Spanien An den Hof zu Madrid. (wiederholen) Für Gott, das Vaterland und den König Haben unsere Väter gekämpft, Für Gott, das Vaterland und den König Kämpfen auch wir. |

Es wurden über die Zeiten verschiedene Versionen des „Marsches von Oriamendi“ gesungen. Von 1936 bis 1939 etwa sang man anstatt "venga el rey de España a la corte de Madrid" - "que los boinas rojas entren en Madrid" („dass die roten Mützen in Madrid einziehen“).
Der Marcha de Oriamendi war Teil des Triple Himno, einem Medley aus – in dieser Reihenfolge – dem Marcha de Oriamendi, der falangistischen Parteihymne Cara al Sol und der Nationalhymne Marcha Real, welcher in der Zeit des Franquismus zum Sendeschluss zu erklingen pflegte.